# ドラムスティック

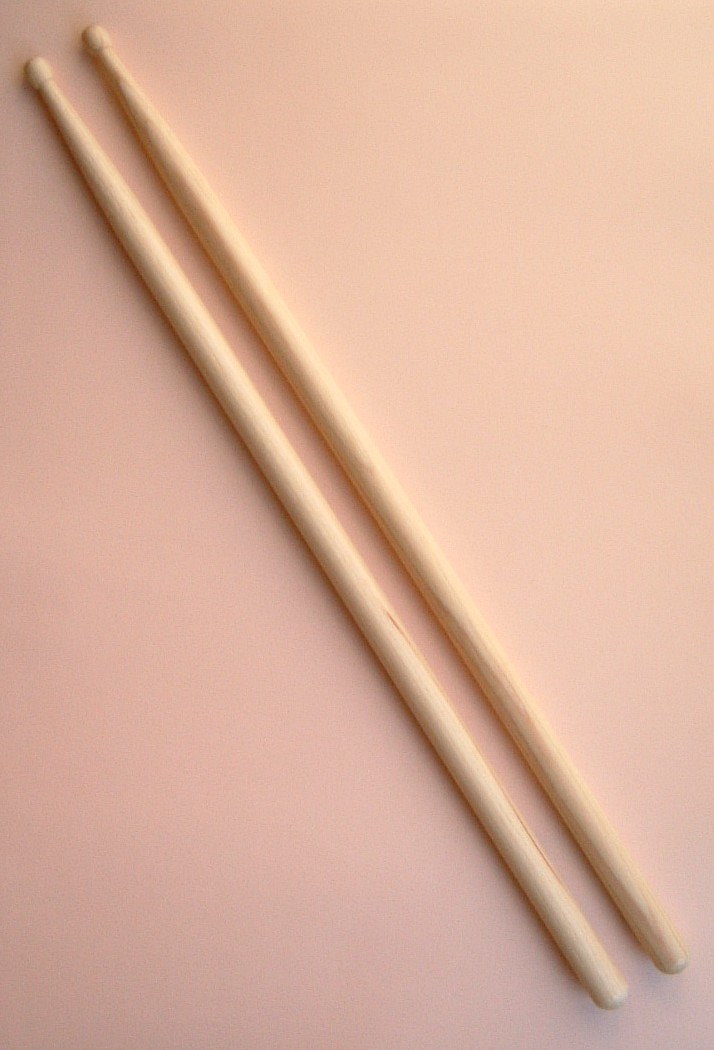
ドラムスティック

ドラムスティック（drumstick）とは打楽器を叩く棒のこと。桴（ばち）。

## 概要
材質・サイズ・形状・重量を併せて、多種類のものがある。握ったときの感触、叩き心地、鳴る音など、叩く人（ドラマー、パーカッショニスト）の好み、演奏する音楽に合わせて、選んで使用する。スティックから出てくる音は、チップ・ショルダー・長さ・太さなど複数の要素が関係しており、簡単に言うと「長く・太く」なる程、大音量が得やすく、「細く・短く」なる程、繊細な音を得やすくなる。同じ太さ・長さでも、チップ・ショルダーの違いで音に変化が出る。
ドラマーは普通、スティックバッグに複数組のドラムスティックを入れておき、曲に合わせて選んだり、折れたときに代えを取り出す。
「シグネイチャ（signature）・モデル」と称し、著名な演奏者が使用するのと同等の楽器が一般向けに売り出される事があるが、ドラムスティックにおいても様々なメーカーから多数発売されている。コンサートライヴでは、観客席にドラムスティックをなげるドラマーも数多い。

## 材質
- 木材
  - ヒッコリー（hickory、クルミ科ペカン属）
    - 一番標準的な素材。重さ、固さともに適度でドラマーには最も愛されている素材である。若干折れにくい特徴もあるが、適度に暖かみのある音はどのスネアにも適する。白い木目が特徴。

  - レッド・ヒッコリー（Red Hickory)
    - ヒッコリーの中心部の密度の高い部分。比重が重く硬いため、同じ太さでの通常のヒッコリーよりも大きい音が得られる。

  - オーク（oak）
    - 特徴としては重さがあり、固い。重い音を必要とする場合には適する。コストパフォーマンスもよく値段が安い上に折れにくい。しかし、音には暖かみがなく無機質なニュアンスになってしまう上、コントロールも他の素材に比べしにくいため好まれない傾向がある。ヒッコリーに対して木目が黒い。

  - メイプル（maple、カエデ）
    - 軽い上に非常に固い。そのためコントロールが非常にしやすい反面折れやすい。ジャズなどには適しているがロックには適さない。木目はヒッコリーと同様白いが荒く、表面がつるつるしているのが特徴。

  - ローズウッド（紫檀）[1]
  - エボニー（黒檀）[2]
  - ほか
- カーボン
- ポリカーボネイト
- プラスティック
- 金属
  - アルミニウム
- ほか
  - チップの部分にナイロンをかぶせたもの(ナイロンチップ)

## 形状

### チップ（tip）
- 球型（ボール）：接触面積が最も小さく、粒立ちがよい。音が揃いやすい（音色の変化がつけにくい）。
- 円筒型（スクエア）：ボールタイプと同じ特徴だが、チップの体積を大きくとることで、大音量を得やすい。
- ティアドロップ（涙滴型）：楕円形の為、接触面積の変化が付けやすくなり、音の変化がつけやすい（音色を揃えにくい）。こちらをオーバルと呼び、下記のトライアングルをティアドロップと呼ぶこともある。
- トライアングル（三角型）：ティアドロップの特徴を強めたタイプで、緩やかな曲面をもった三角形。接触面積の変化が大きくなる。音の変化も大きくなる。
- チップがプラスチックのものは耐久性があり、音がクリアでやや固めである。
- ブラシ：泡立て器のような形状をしており、様々な形状のものが存在する。叩くというより軽く撫でるように演奏する。音はノイジーで優しいサウンドになる。主にジャズの分野で使用される。

### ショルダー（Shoulder）
長短がある。ショルダーは奏者に与える影響が大きく、ショルダー部分が太いと先端に重心を感じ、細いと手元に重心を感じる。先端に重心があると音量が増大し、手元に重心があると細やかな表現が豊かになる傾向がある。

## サイズ
長さ40cm程度、太さ1.5cm程度を中心に、長短・太細・重軽、多くの種類がある。

## 主なメーカー
- AHEAD
- TAMA
- Pearl
- PRO MARK
- Vic Firth
- Vater
- ヤマハ
- Los Cabos

## 握り方
- レギュラーグリップ (w:Traditional_grip) - 右手は親指と人差し指で握り、あとの指は添える。手首を振る動作でスティックを振る。左手は箸の固定して持つ方のように持つ。手首の回転動作でスティックを振る。初心者向けの教則本などでこの回転動作を説明する際、水銀体温計を振る動作や扇子で扇ぐ動作に例えて説明されることもある。スネアドラムを腰脇に抱えたマーチングバンド、オーケストラや吹奏楽のスネアドラム、ジャズドラムなどでこの方法を用いる場合が多い。元々は鼓笛隊の小太鼓奏者が、小太鼓をショルダーバッグの様に肩から下げていた為、打面が傾き叩き難いことから開発されたグリップである。

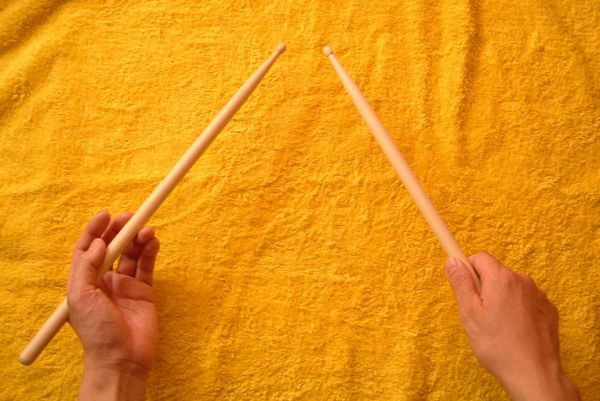
レギュラーグリップ
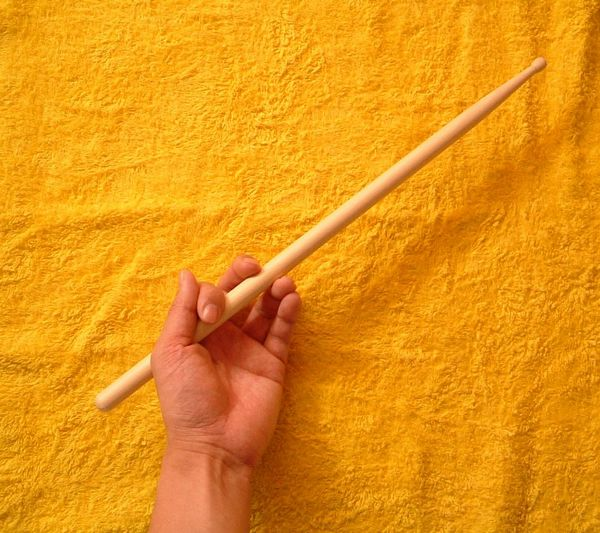
左手 2

- マッチドグリップ (w:Matched_grip) - 両手とも同じ握り方。親指と人差し指で握り、あとの指は添え、操作に用いる。手首を振る動作でスティックを振る。ロックなどポピュラー音楽で多用されるが、近年はブラスバンド、吹奏楽でもこの方法を用い演奏する奏者が増えている。
  - フレンチグリップ - 親指が上を向く。
  - ジャーマングリップ - 手の甲が上を向く。
  - アメリカングリップ - フレンチグリップとジャーマングリップの中間。

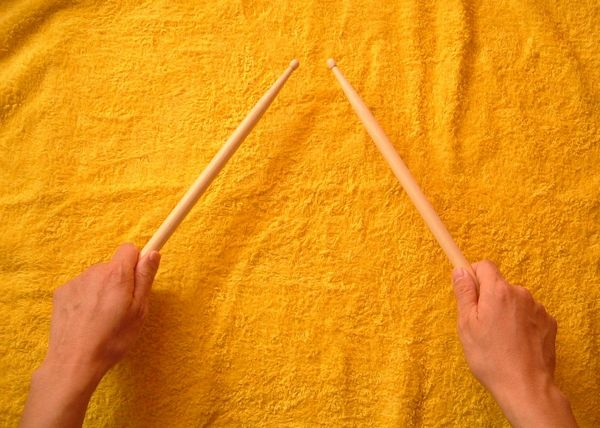
マッチドグリップ
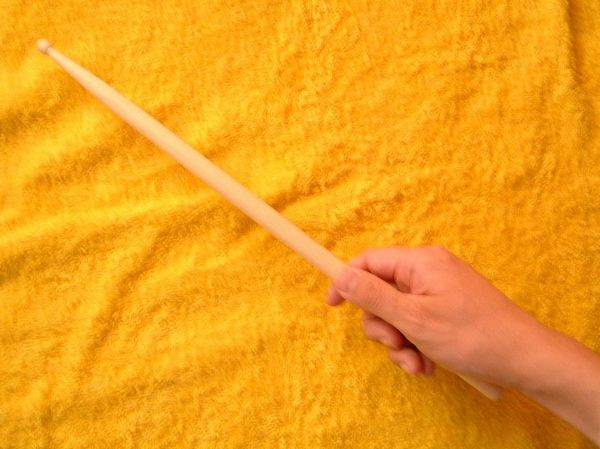
フレンチグリップ
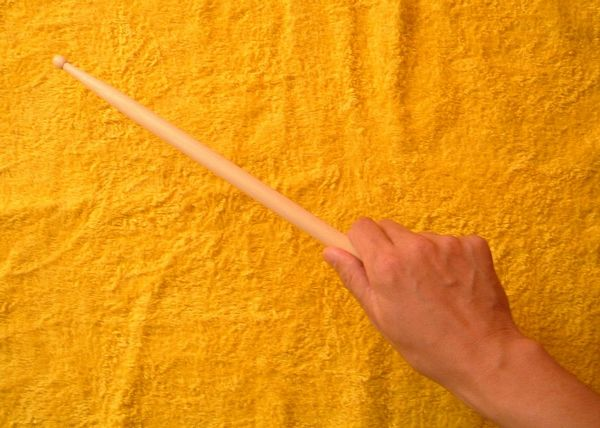
ジャーマングリップ